# 나사 추진 차량

나사 추진 차량

나사 추진 차량은 대처하기 어려운 눈이나 얼음 또는 진흙에 대처하기 위해 설계된 지상 및 수륙양용 차량이다. 이러한 차량은 나선형 모서리가 있는 어거형 실린더(플랜지 실린더)로 움직임으로써 구분된다. 앰피롤즈 라고 불리는 차량 및 기타 유사한 차량은 특화된 용도로 사용된다.
차량의 무게는 보통 두개의 큰 플랜지 실린더가 지탱하지만 하나의 실린더가 안정성을 위한 스키와 같이 사용될 때도 있다. 이러한 실린더는 각각 스크류와 같은 나선형 모서리를 가진다. 한 쌍의 실린더를 운용하는 차량에서는 한 플랜지 실린더가 시계방향으로 돌면 다른 플랜지 실린더는 반시계 방향으로 돌아 수평적 구동력을 상쇄시킨다. 플랜지 실린더는 차량 아래의 표면과 결합한다. 플랜지 실린더가 추진하기 위해서는 눈이나 모래 또는 진흙과 같은 부드러운 재질이 이상적이다. 엔진은 두 실린더를 반대 방향으로 회전시키는데 사용된다. 두 실린더가 반대 방향으로 회전하면 서로 상쇄되어 차량을 실린더의 회전축의 방향으로 전진 또는 후진시킨다.
동작의 원리는 스크류 컨베이어의 역이다. 스크류 컨베이어는 나선형의 스크류를 반고체인 물질들을 수평 혹은 약간의 경사를 따라 이동시키는데 사용된다. 나사 추진 차량에서는, 반고체인 지반이 정적으로 남아있고, 기계가 앞으로 움직인다.

## 초기 개발

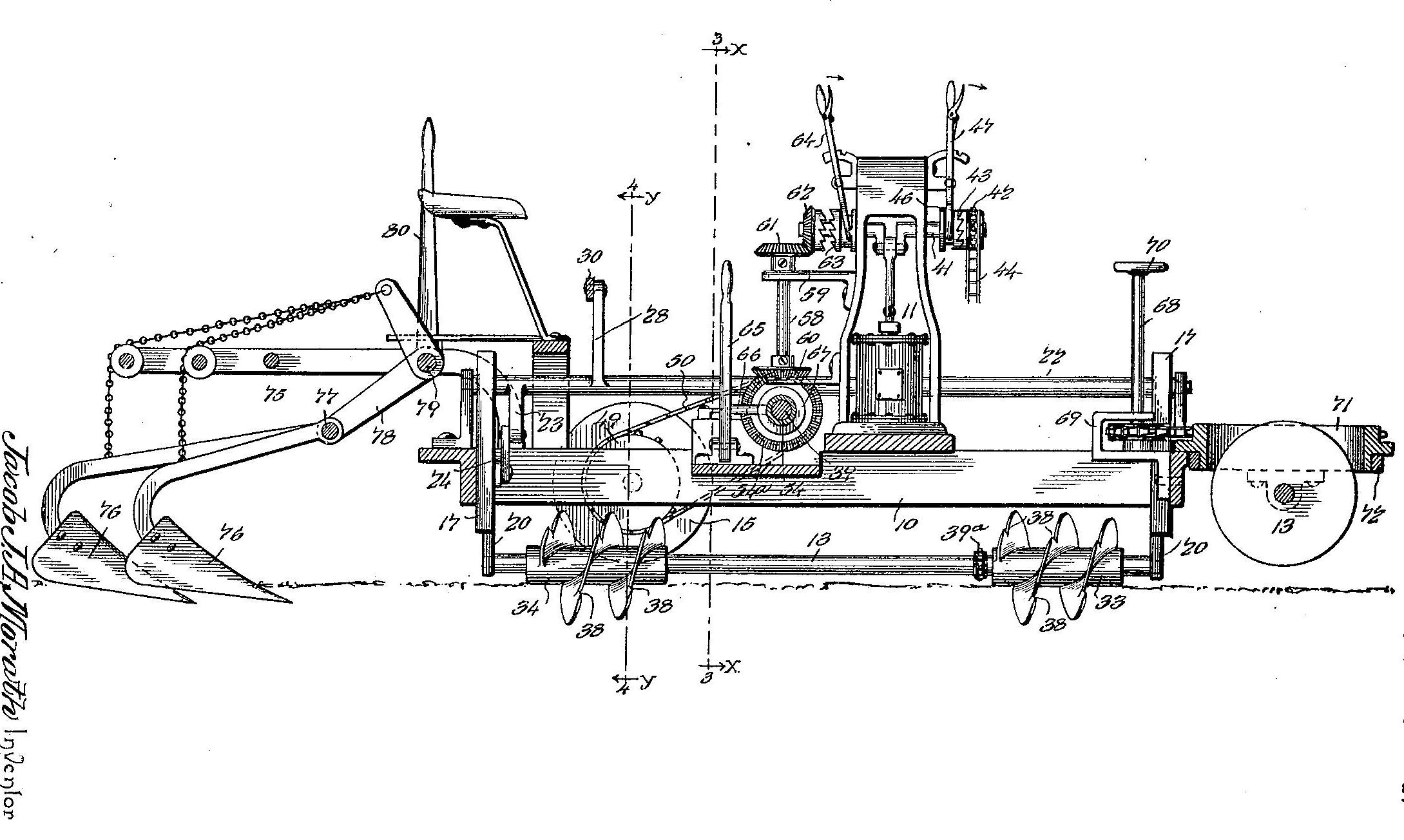
1899년 제이콥 모아스의 어거 추진 농기계.

나사 추진 차량의 초기 예시 가운데 하나는 1868년에 미국의 세인트 루이스에 거주중인 스위스 출생 제이콥 모아스가 디자인한 것이다.  모아스의 기계는 쟁기질 등의 농업용으로 설계되었다. 어거는 기계가 움직이면서 땅의 뿌리를 자를 용도로 설계되었다.
초기의 나사 추진 차량 가운데 하나는 메인주의 제임스와 아이라 피비에 의해 설계된 것이다. 그것은 1907년 아이라 피비에 의해 특허 출원되었다. 피비의 가족은 메인주 스틸워터의 대장장이였던 죠세프 피비가 오늘날 피비로 알려지는 도구를 개발한 뒤로 목재 산업에 기여한 바로 유명해졌다. 피비공업회사는 여전히 메인주에 위치한다.
피비의 기계는 두 쌍의 실린더를 갖고 있었는데, 한 쌍의 실린더 사이에는 조향을 위한 관절을 갖고 있다. 이 기계는 증기 엔진과 가솔린 헨진의 형태로 적어도 두개의 프로토타입이 만들어졌다.  프로토타입들은 심하게 쌓인 눈에서는 잘 작동하였지만 부드러운 가루에서는 플랜지가 아무것도 잡지 못하여 실패하였다. 이 기계는 통나무를 끌어 나르도록 설계되었으나, 기계의 길이와 견고한 설계는 고르지 않은 겨울 도로를 주행하기에 어려움이 있었다. 피비의 발명품은 알빈 롬바드에 의해 만들어진 롬바드 증기 통나무 운송장치와 경쟁할 수 없었으므로 상업적으로 제작되지 않았다. (롬바드 차량은 반 궤도 차량의 초기 예시로, 견인을 위한 스티어링과 무한궤도 앞에 썰매 또는 바퀴가 달린 기관차와 흡사하다.)

### 내용주
1. ↑  《Pen and Sunlight Sketches of Saint Louis: The Commercial Gateway to the South》. Chicago: Phoenix Publishing. 1892. 268쪽. 10 June 2011에 원본 문서에서 보존된 문서.
2. ↑  US patent 635501, J. A. Morath, "Agricultural Machine", issued 1899-05-18 An early patent for an auger driven farm tractor.
3. ↑  “History of The Peavey”. 《Peavey Manufacturing Co.》. 2008년 12월 29일에 원본 문서에서 보존된 문서. 2009년 1월 7일에 확인함.
4. ↑  “1907 Screw Drive Vehicle”. 《Patent Pending Blog – Patents and the History of Technology》. 2009년 1월 7일에 확인함.
5. ↑  Lore A Rogers & Caleb W Scribner. “Lombard Steam Log Hauler” (PDF). American Society of Mechanical Engineers.  4 March 2009에 원본 문서 (pdf)에서 보존된 문서.  6 January 2009에 확인함.